# Списък с бивши членове на AKB48
Бившите членове на AKB48 са членове, които са били част от групата в един момент от време. Членове са напускали по различни причини от фокусиране върху обучението си за поемането на нови кариери. Съставът най-често се променя, когато момичетата пораснат, „завършили“ от групата, и са заменени от членове, насърчавани от обучаваните. Юки Юсами е първият член който се дипломира от групата на 31 март 2006.

## Отбор A
- Юки Усами
- Аюми Ории
- Мичиру Хошино
- Каяно Масуяма
- Томоми Ое
- Хитоми Коматани
- Хана Тоджима
- Рина Наканиши
- Риса Нарита
- Нозоми Кавасаки
- Маи Ошима
- Ацуко Маеда
- Нацуки Сато
- Моено Нито
- Томоми Касай
- Томоми Накацука
- Марико Шинода
- Шиори Накамата
- Аяка Кикучи
- Харука Катаяма

## Отбор K
- Ю Имаи
- Аяна Такада
- Каору Хаяно
- Риса Нарусе
- Ерена Оно
- Каору Мицумуне
- Саяка Накая
- Нацуми Мацубара
- Саяка Акимото
- Томоми Итано
- Амина Сато
- Юко Ошима

## Отбор B
- Шихо Ватанабе
- Нару Иноуе
- Рейна Ногучи
- Юки Мацуока
- Мика Саеки
- Манами Оку
- Нацуми Хиражима
- Мика Комори
- Мисако Ноната

## Отбор 4
- Анна Мори

## Отбор 8
- Чинацу Окюбора